# Luis Mercader Escolano
Luis Mercader Escolano (Sagunto, 1444 – Buñol, 9 luglio 1516) è stato un diplomatico, vescovo cattolico e monaco cristiano spagnolo dell'Ordine certosino. Fu inquisitore supremo in Spagna per la Corona d'Aragona.

## Biografia

### Origini e formazione
Lluís Mercader nacque a Sagunto nel 1444, imparentato con i baroni di Buñol. Studiò presso l'università di Valencia, alla facoltà di lettere, e presso l'università di Salamanca, alla facoltà di matematica, lettere e teologia, ottenendo il dottorato in teologia e matematica, nonché in diritto, tutti presso quest'ultima università.

### Carriera ecclesiastica
Nel 1468 entrò fra i certosini della certosa di Valldecrist, dove ricoprì per alcuni anni l'incarico di maestro dei novizi e, nel 1476, fu nominato procuratore. Nel 1488 fu eletto priore della certosa di Porta Coeli (Sagunto) e l'anno successivo ricoprì lo stesso incarico a Valldecrist. In seguito, fu nominato visitatore della provincia di Catalogna nel capitolo generale del 1490 e visitatore di Germania nel 1494.
Ferdinando il Cattolico lo inviò come ambasciatore in diversi stati: nel Regno d'Ungheria, sotto il regno di Ladislao II, per risolvere il destino della dote di Beatrice d'Aragona, in Austria sotto Massimiliano I e, nel 1499, nello Stato Pontificio, dove visse per due anni e mantenne un buon rapporto con papa Alessandro VI.
Rientrato nella Penisola nel 1501, Re Ferdinando gli affidò la riforma degli ordini mendicanti della Corona d'Aragona, in particolare nel Regno di Valencia. Nel 1504 fu nominato consigliere e confessore del re e, con lui, si trasferì a Napoli, dove visse fino al 1507. Gli anni successivi vissero tra le proteste del suo ordine per negligenza nei confronti dei suoi obblighi, causata dai vari servizi resi al re.
Lluís Mercader, con una lunga storia di servizio al servizio della Corona, fu presentato dal re e nominato Inquisitore generale della Corona d'Aragona e del Regno di Navarra da papa Leone X il 15 luglio 1513, contestualmente alla nomina di vescovo di Tortosa dal 20 maggio 1513. Prese possesso della diocesi il 13 gennaio 1514 e, durante il suo mandato, è noto che effettuò una visita ad limina, tramite un procuratore, il 9 febbraio dello stesso anno, diede impulso alla costruzione della cattedrale con il contributo di 400 scudi all'anno e incaricò il convertito moresco Joan Andreu di scrivere il trattato intitolato Confusión de la secta mahomática y del Alcorán (1515).
Morì il 9 luglio 1516 a Buñol e le sue spoglie furono deposte nella cappella di Santa Maddalena della certosa di Valldecrist.